# Laminacauda expers
Laminacauda expers är en spindelart som beskrevs av Alfred Frank Millidge 1991. Laminacauda expers ingår i släktet Laminacauda och familjen täckvävarspindlar.
Artens utbredningsområde är Peru. Inga underarter finns listade i Catalogue of Life.